# رن چی
رن چی (انگلیسی: Ren Qi) (متولد ۱۹۸۴/۰۴/۲۴ در شانگهای) یک بازیکن والیبال اهل چین است. او یکی از بازیکنان برنده مدال نقره در بازی‌های آسیایی سال ۲۰۰۶ بود.
او همچنین برای تیم ملی چین در المپیک تابستانی ۲۰۰۸ پکن و قهرمانی جهان ۲۰۱۴ لهستان به رقابت پرداخت و در جام جهانی ۲۰۱۰ نیز به عنوان بهترین لیبرو مسابقات انتخاب شد.